# St. Antonius von Padua (Essentho)

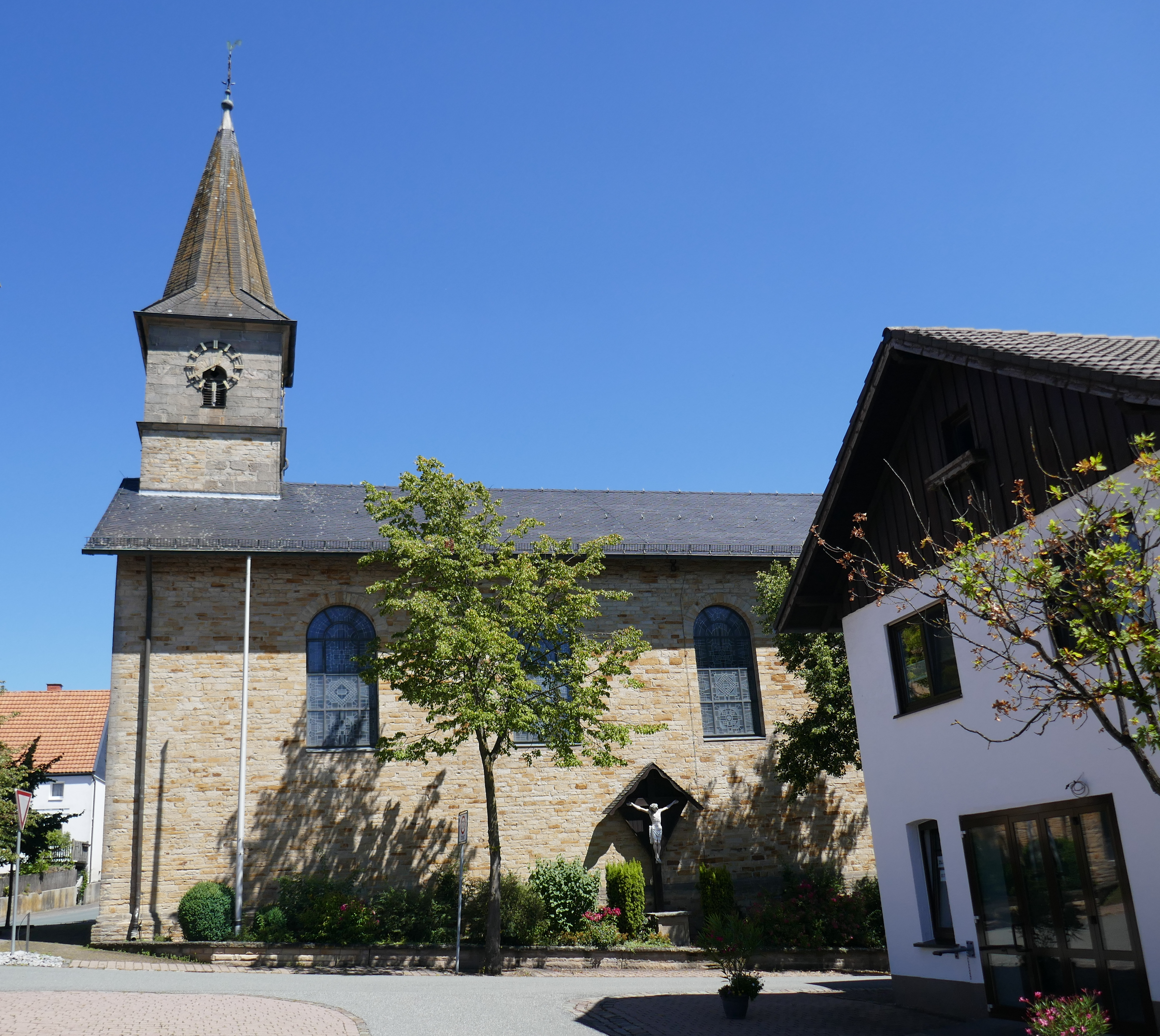
St. Antonius von Padua in Essentho

St. Antonius von Padua ist eine römisch-katholische Pfarrkirche in der Marsberger Ortschaft Essentho. Sie gehört dem Erzbistum Paderborn an. Kirchenpatron ist Antonius von Padua. Die Kirche ist in der Denkmalliste der Stadt Marsberg eingetragen.

## Geschichte und Architektur
Der schlichte Saalbau im Rundbogenstil wurde von 1847 bis 1848 nach einem Entwurf von August Soller aus hammerrechtem Bruchstein errichtet. Die Halbrundapsis ist eingezogen, der Turmaufsatz wurde über dem Westportal hochgezogen. Das Glockengeschoss des Turms wurde 1890 zugefügt.

## Ausstattung
- Das hölzerne Säulenretabel in Rokokoformen wurde in der Mitte des 18. Jahrhunderts gefertigt. Es stammt aus der Kapuzinerkirche in Niedermarsberg.
- Der achteckige Taufstein ist mit 1580 bezeichnet. Er trägt die Namensinschriften von Stiftern.
- Der barocke Orgelprospekt ist eine Arbeit aus der Zeit um 1700, er stand vorher in der St. Magnus-Kirche in Niedermarsberg.
- Einige Heiligenfiguren und Engel wurden im 18. Jahrhundert geschnitzt.

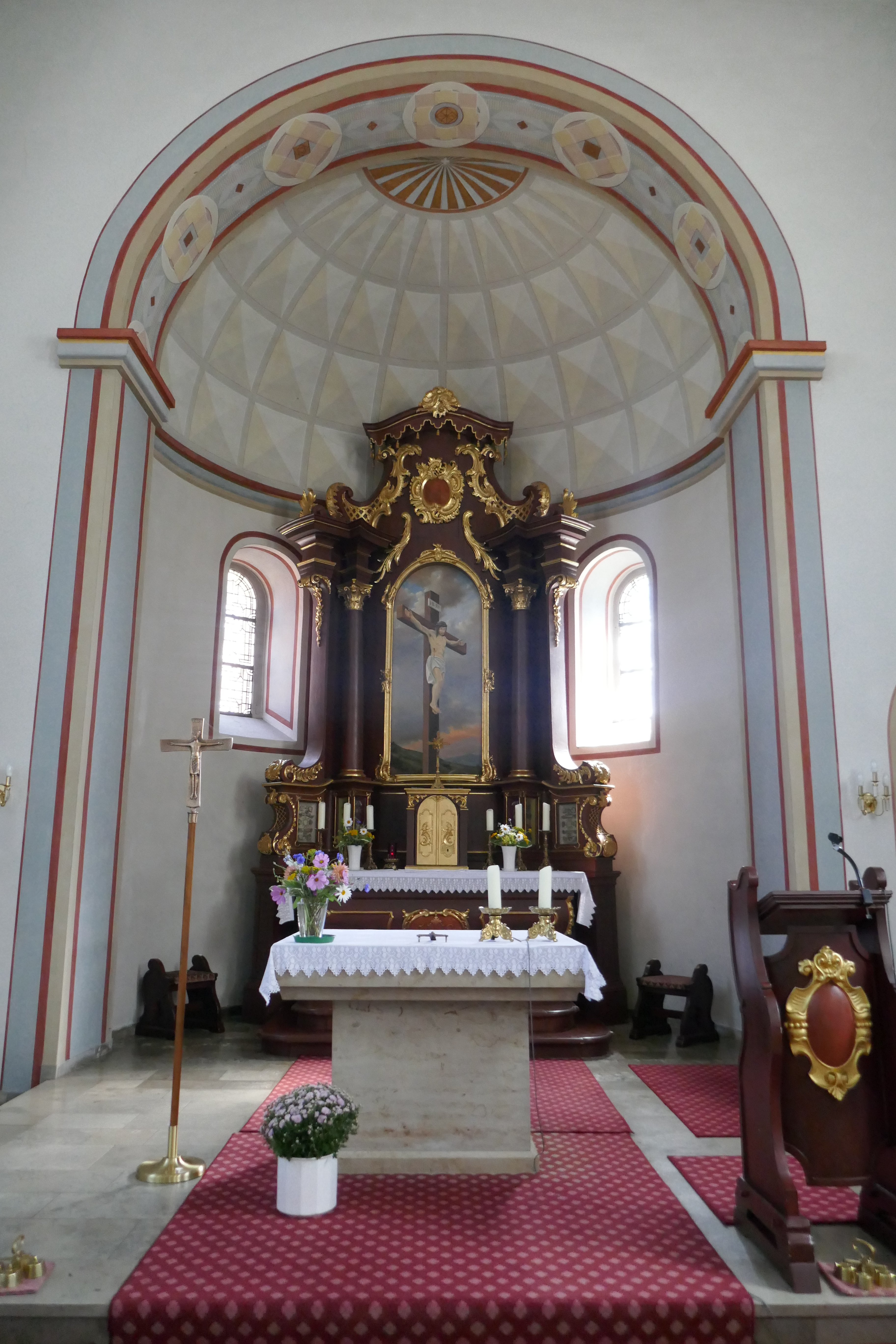
Hochaltar
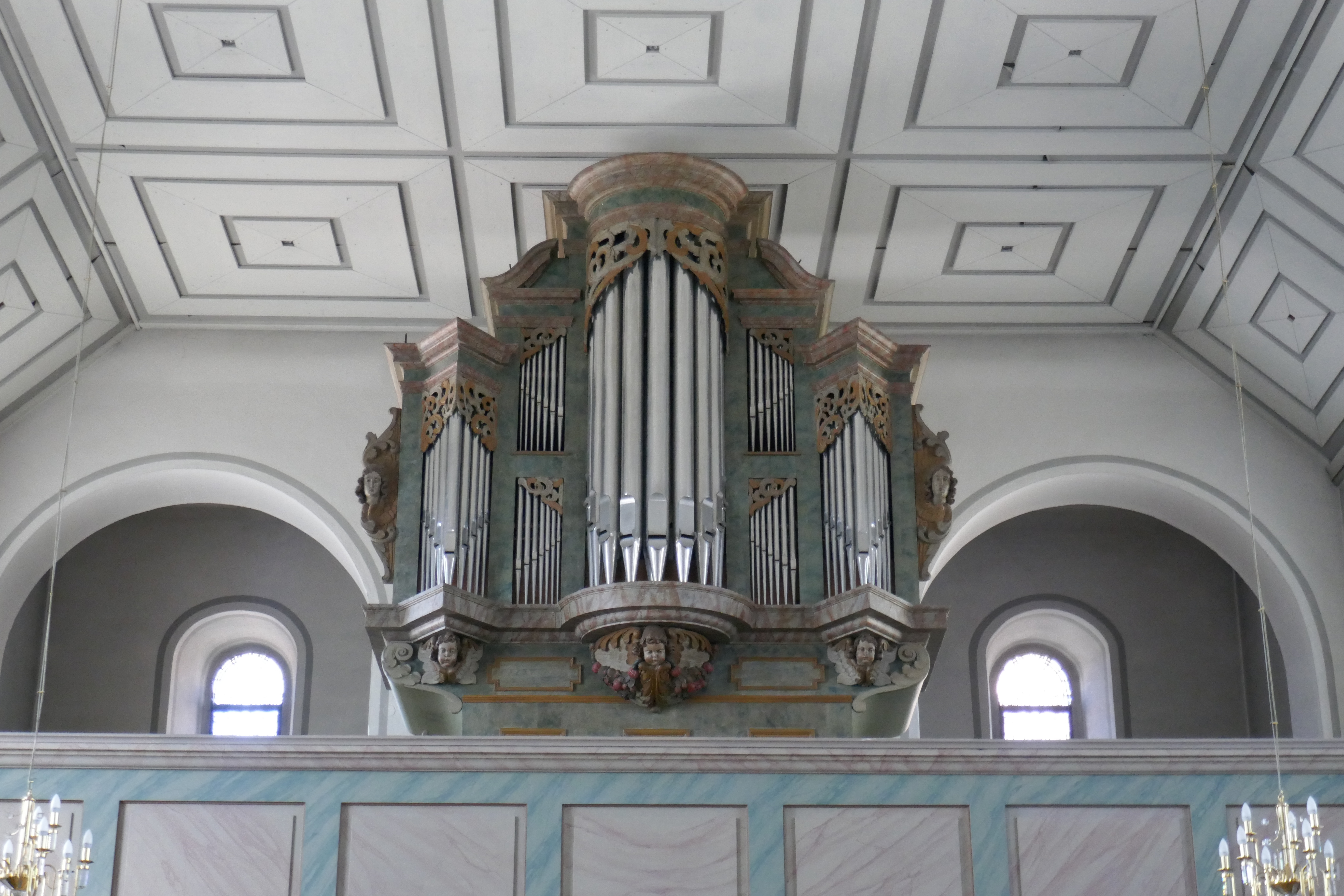
Orgel
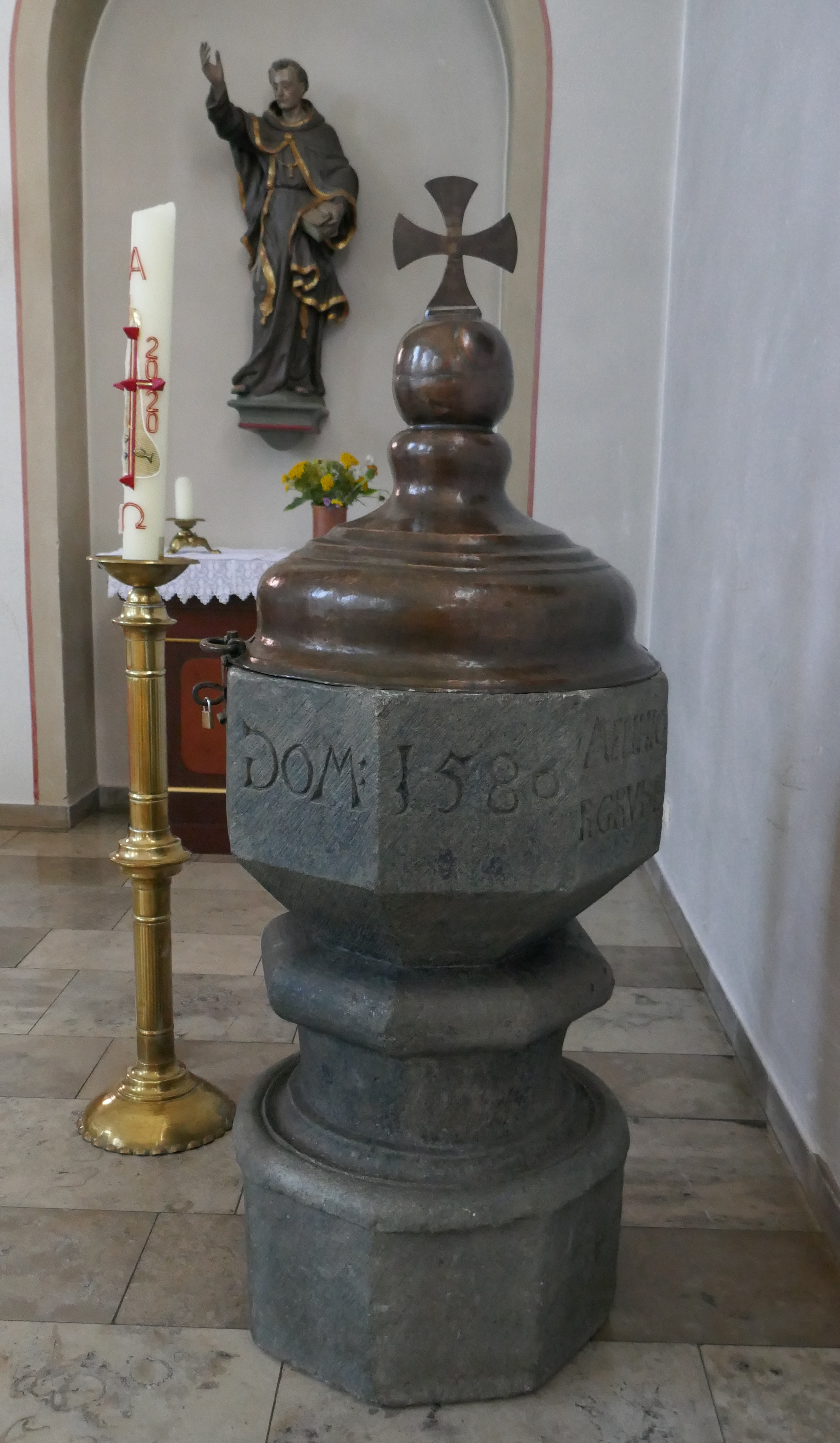
Taufstein